# Gaius Atilius Barbarus
Gaius Atilius Barbarus war ein im 1. Jahrhundert n. Chr. lebender römischer Politiker.
Durch ein Militärdiplom, das auf den 30. Juli 71 datiert ist, ist belegt, dass Barbarus im Jahr 71 zusammen mit Lucius Flavius Fimbria Suffektkonsul war; die beiden übten dieses Amt wahrscheinlich für zwei Monate, vom 1. Juli bis zum 31. August, aus.
Barbarus ist möglicherweise ein Vorfahre von Gaius Atilius Serranus, der 120 Suffektkonsul war.